# Marathon de Londres 2013
Navigation
2012 2014
Le Marathon de Londres de 2013 est la 33e édition du Marathon de Londres au Royaume-Uni qui a eu lieu le dimanche 21 avril 2013. C'est le troisième des World Marathon Majors à avoir lieu en 2013 après le Marathon de Tokyo et le Marathon de Boston. Le Kényan Tsegaye Kebede remporte la course masculine avec un temps de 2 h 6 min 4 s. Sa compatriote Priscah Jeptoo s'impose chez les femmes en 2 h 20 min 15 s.

## Résultats

### Hommes
| Rang | Athlète           | Nationalité | Temps           |
| ---- | ----------------- | ----------- | --------------- |
|      | Tsegaye Kebede    | Éthiopie    | 2 h 06 min 04 s |
|      | Emmanuel Mutai    | Kenya       | 2 h 06 min 33 s |
|      | Ayele Abshero     | Éthiopie    | 2 h 06 min 57 s |
| 4    | Feyisa Lilesa     | Éthiopie    | 2 h 07 min 46 s |
| 5    | Wilson Kipsang    | Kenya       | 2 h 07 min 47 s |
| 6    | Stephen Kiprotich | Ouganda     | 2 h 08 min 05 s |
| 7    | Yared Asmerom     | Érythrée    | 2 h 08 min 22 s |
| 8    | Stanley Biwott    | Kenya       | 2 h 08 min 39 s |
| 9    | Hafid Chani       | Maroc       | 2 h 09 min 11 s |
| 10   | Ayad Lamdassem    | Espagne     | 2 h 09 min 28 s |

### Femmes
| Rang | Athlète              | Nationalité    | Temps           |
| ---- | -------------------- | -------------- | --------------- |
|      | Priscah Jeptoo       | Kenya          | 2 h 20 min 15 s |
|      | Edna Kiplagat        | Kenya          | 2 h 21 min 32 s |
|      | Yukiko Akaba         | Japon          | 2 h 24 min 43 s |
| 4    | Atsede Baysa         | Éthiopie       | 2 h 25 min 14 s |
| 5    | Meselech Melkamu     | Éthiopie       | 2 h 25 min 46 s |
| 6    | Florence Kiplagat    | Kenya          | 2 h 27 min 05 s |
| 7    | Mai Ito              | Japon          | 2 h 28 min 37 s |
| 8    | Alevtina Biktimirova | Russie         | 2 h 30 min 02 s |
| 9    | Susan Partridge      | Royaume-Uni    | 2 h 30 min 46 s |
| 10   | Irvette Van Zyl      | Afrique du Sud | 2 h 31 min 26 s |

### Fauteuils roulants (hommes)
| Rang | Athlète       | Nationalité    | Temps           |
| ---- | ------------- | -------------- | --------------- |
|      | Kurt Fearnley | Australie      | 1 h 31 min 29 s |
|      | Marcel Hug    | Suisse         | 1 h 31 min 29 s |
|      | Ernst Van Dyk | Afrique du Sud | 1 h 31 min 30 s |

### Fauteuils roulants (femmes)
| Rang | Athlète          | Nationalité | Temps                |
| ---- | ---------------- | ----------- | -------------------- |
|      | Tatyana McFadden | États-Unis  | 1 h 46 min 02 s (CR) |
|      | Amanda McGrory   | États-Unis  | 1 h 46 min 04 s      |
|      | Sandra Graf      | Suisse      | 1 h 48 min 01 s      |